# Anna-Leena Härkönenová
Anna-Leena Härkönenová (* 10. dubna 1965 Liminka) je finská spisovatelka a herečka.

## Život
Herectví vystudovala na střední divadelní škole. Ve studiu divadelní vědy pokračovala na Univerzitě v Tampere.
Nyní žije v Helsinkách a pracuje jako spisovatelka a herečka na volné noze.

## Dílo

### České překlady
- Akvárium lásky (Akvaariorakkautta, 1990, česky 1992 v překladu Vladimíra Piskoře, ISBN 80-7116-188-8)
- Den otevřených dveří (Avoimien ovien päivä, 1998, česky v knižně dosud nepublikovaném překladu Pavly Arvely)

### Další významné tituly
- Häräntappoase (1984, Zbraň na zabíjení býka)

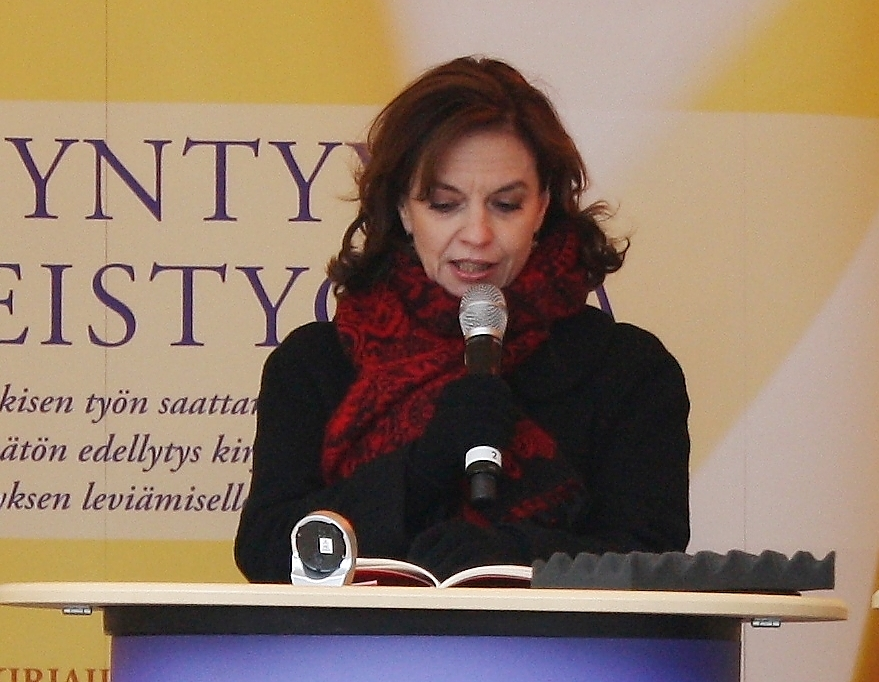
Anna-Leena Härkönen

- Anna-Leena HärkönenLoppuunkäsitelty (2005, Případ uzavřen)